# Левернуа
Левернуа́ (фр. Levernois) — коммуна во Франции, находится в регионе Бургундия. Департамент коммуны — Кот-д’Ор. Входит в состав кантона Бон-Юг. Округ коммуны — Бон.
Код INSEE коммуны — 21347.

## Население
Население коммуны на 2010 год составляло 284 человека.
| 1962 | 1968 | 1975 | 1982 | 1990 | 1999 | 2010 |
| ---- | ---- | ---- | ---- | ---- | ---- | ---- |
| 162  | 174  | 198  | 250  | 285  | 259  | 284  |

## Экономика
В 2010 году среди 177 человек трудоспособного возраста (15—64 лет) 132 были экономически активными, 45 — неактивными (показатель активности — 74,6 %, в 1999 году было 70,4 %). Из 132 активных жителей работали 125 человек (69 мужчин и 56 женщин), безработных было 7 (4 мужчины и 3 женщины). Среди 45 неактивных 13 человек были учениками или студентами, 20 — пенсионерами, 12 были неактивными по другим причинам.